# Diego de Rosales (pintor)

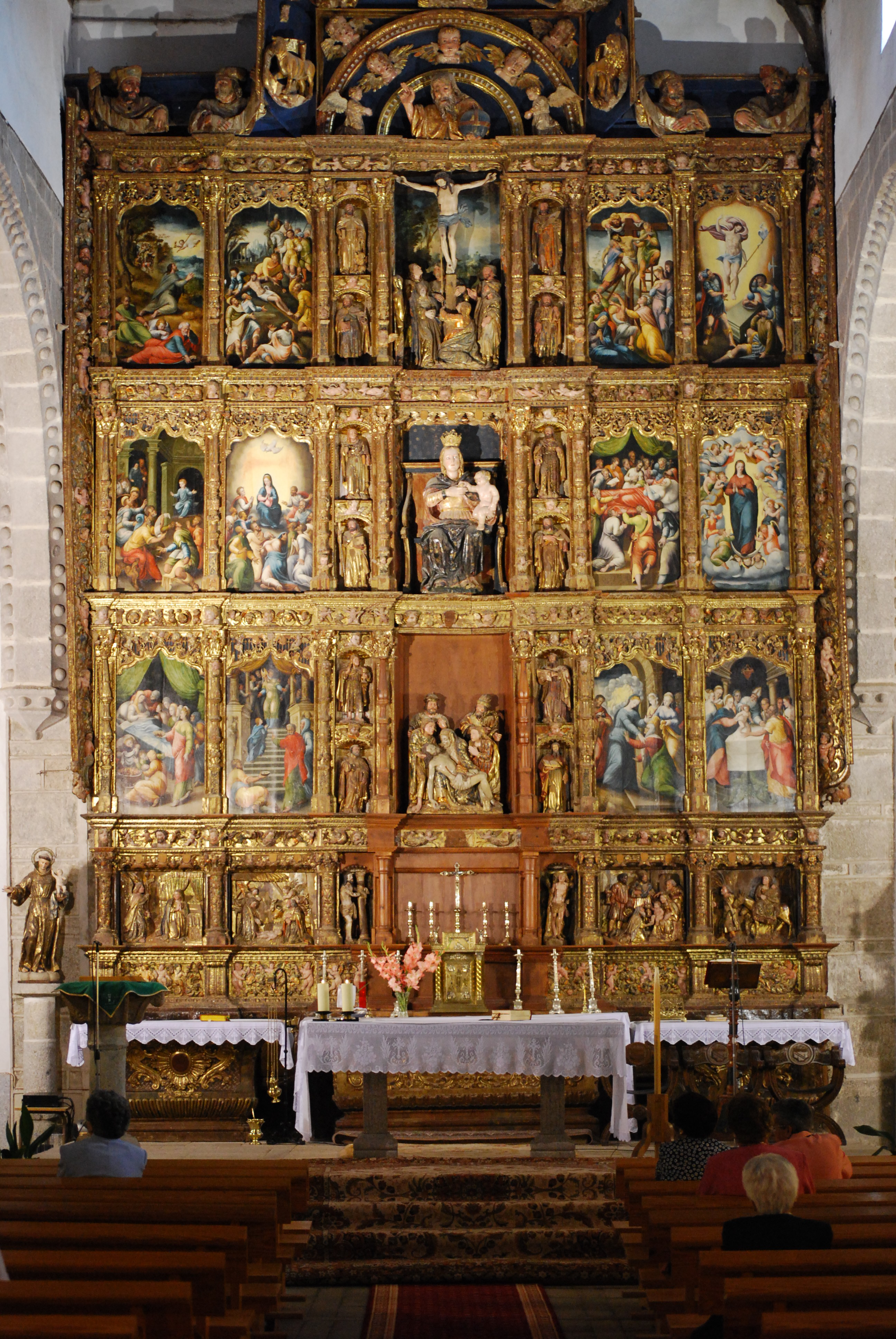
Retablo de la iglesia de Santa María del Castillo en Flores de Ávila con pinturas de acusado carácter berruguetesco documentadas a nombre de Diego y Gabriel Rosales.

Diego de Rosales (fl. 1525-1579) fue un pintor renacentista español, vecino, y quizá natural, de Ávila, y padre del también pintor Gabriel Rosales.

## Obra
De Diego de Rosales se conservan dos obras de ejecución y estilo muy diversos: los retablos mayores de las iglesias parroquiales de Carbonero el Mayor, en la diócesis de Segovia, y Flores de Ávila, lo que plantea problemas no resueltos acerca de su estilo y del grado de participación que tomase en cada uno de ellos, habiendo trabajado en ambos en colaboración con otros artistas. 
La pintura del retablo mayor de la iglesia de San Juan Bautista de Carbonero el Mayor debió iniciarse en 1547 por Diego de Rosales y Baltasar Grande, a quien se consignan dos pagos en ese año y en el siguiente, siendo proseguida ya en solitario por Diego de Rosales, quien percibe una cantidad ocho veces superior escalonada entre 1548 y 1560. El Marqués de Lozoya destacó la estrecha vinculación existente entre las tablas de este retablo y el arte del pintor flamenco lombardo Ambrosius Benson, bien conocido por sus pinturas conservadas en Segovia, hasta el punto de llegar a considerar a Baltasar Grande y Diego de Rosales como sus posibles discípulos. La influencia flamenca es clara en las veintiuna tablas de que consta el retablo, en las que no es fácil además distinguir dos manos, y su estilo, en cualquier caso, es muy diverso del que se advierte en el retablo de Flores de Ávila, de clara raigambre berruguetesca.
Este fue contratado en 1559 por Diego de Rosales conjuntamente con Juan Vela, quien ya en noviembre del mismo año renunció a la parte que le correspondía, traspasándosela a Rosales. En 1562 el retablo estaba terminado, pues se procedió a su tasación, pero aún quedaban algunos pagos pendientes, en uno de los cuales, de 1563, se menciona por primera vez documentalmente a su hijo Gabriel Rosales, de quien se conocen algunas pinturas en un estilo semejante hechas en fechas posteriores en Córdoba.
En 1570 padre e hijo, en unión con Jerónimo de Ávila, se encargaron de las pinturas del Arco de Triunfo levantado a la entrada de la Almuzara en Segovia para la solemne recepción de la reina Ana de Austria con ocasión de su boda con Felipe II. Desaparecidas las pinturas dado el carácter efímero del monumento, de los motivos representados en ellas (retratos de la reina, cuadros de historia y de batallas, una alegoría de Segovia, algunos emblemas y una pintura con Juno y el Genio) dejó una minuciosa descripción su cronista, y autor del programa iconográfico, Jorge Báez de Sepúlveda en la Relación verdadera del recibimiento que hizo la ciudad de Segovia a la magestad de la reyna nuestra señora doña Anna de Austria..., publicada en Alcalá de Henares en 1572.
Finalmente se le documenta de nuevo en Ávila, en 1579, cobrando 50.000 maravedíes por pintar, dorar y «falsear» de alabastro los retablos colaterales de San Pablo y Santa Catalina en la iglesia de San Pedro, tarea para la que contó nuevamente con la colaboración de su hijo y de Jerónimo de Ávila.